# Kim tự tháp Khentkaus I
Kim tự tháp Khentkaus I, là lăng mộ của hoàng hậu Khentkaus I thuộc Vương triều thứ 4, được xây dựng trên cao nguyên Giza thuộc tỉnh Giza, gần đền thung lũng của Kim tự tháp Menkaure. Do kích thước và cấu trúc đặc biệt của ngôi mộ mà đôi khi nó được gọi là "Kim tự tháp thứ tư của Giza".

## Lịch sử khảo cổ

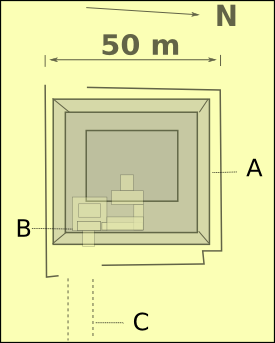
Cấu trúc của ngôi mộ kim tự tháp

Ngôi mộ của hoàng hậu Khentkaus I đã được các nhà Ai Cập học thời kỳ đầu (như John Shae Perring) xem như là một kim tự tháp thứ tư của Giza và gán nó cho pharaon Shepseskaf. Tuy nhiên, Karl Richard Lepsius chỉ xem nó như một ngôi mộ bình thường và đã đánh ký hiệu cho nó là LG 100.
Năm 1932, Selim Hassan lần đầu tiên tiến hành khai quật ngôi mộ đặc biệt này. Ông đã chỉ ra rằng, đây là ngôi mộ của một hoàng hậu mang tên Khentkaus. Mặc dù danh hiệu "Mẹ của hai vị vua Thượng và Hạ Ai Cập" và cả tên của hoàng hậu này đều trùng với một hoàng hậu ở Vương triều thứ 5 (tức Khentkaus II), nhưng những văn khắc trên mộ đều đề cập đến Vương triều thứ 4. Điều này cho thấy đã có hai hoàng hậu mang cùng tên nhưng lại cách nhau rất nhiều thế hệ.

## Cấu trúc

### Thị trấn kim tự tháp
Ở phía đông của kim tự tháp là một thị trấn được xây theo hình chữ L ngược. Nhà ở của những công nhân và tư tế phục vụ cho kim tự tháp được xây dựng dọc theo con đường đắp cao nằm giữa phức hợp và đền thung lũng. Những ngôi nhà được xây bằng gạch bùn không nung và trát thạch cao vàng, có kho lúa và kho dự trữ thực phẩm riêng. Phần mở rộng về phía nam của thị trấn là một cấu trúc lớn, có thể là dinh thự của vị quan đốc công. Những bằng chứng khảo cổ cho thấy nơi đây đã phát triển cực thịnh vào Vương triều thứ 6.

### Đền thung lũng

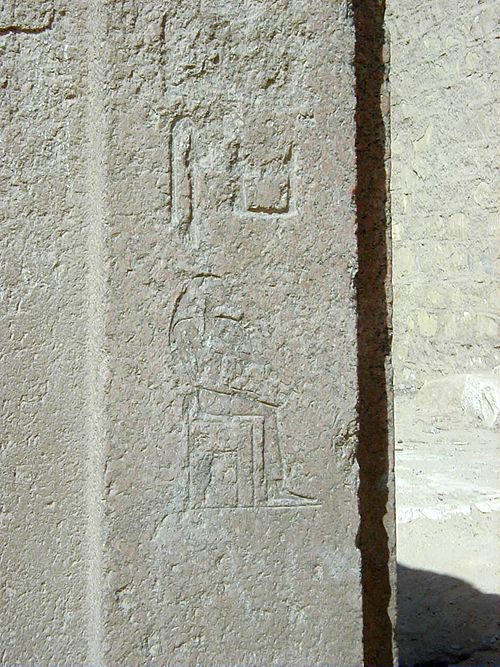
Hình ảnh của hoàng hậu Khentkaus I trên một viên gạch granite

Ngôi đền thung lũng của phức hợp không bao giờ được tìm thấy. Một số người cho rằng, nó nằm gần và sau đó đã được sáp nhập vào khu phức hợp của vua Menkaure, vì lẽ đó mà Khentkaus được coi là con gái của ông ta. Tuy nhiên, Rainer Stadelmann vẫn tin rằng, ngôi đền thung lũng của Khentkaus không được xây dựng.
Có một căn phòng đặc biệt gọi là "Lều tắm rửa của hoàng hậu Khentkaus". Đây là nơi mà hoàng hậu được thanh tẩy trước khi được ướp xác. Trong phòng này chỉ toàn là mảnh sành của các bình, bên dưới nền phòng là một đường ống dẫn nước bằng bằng đá vôi.

### Ngôi mộ kim tự tháp

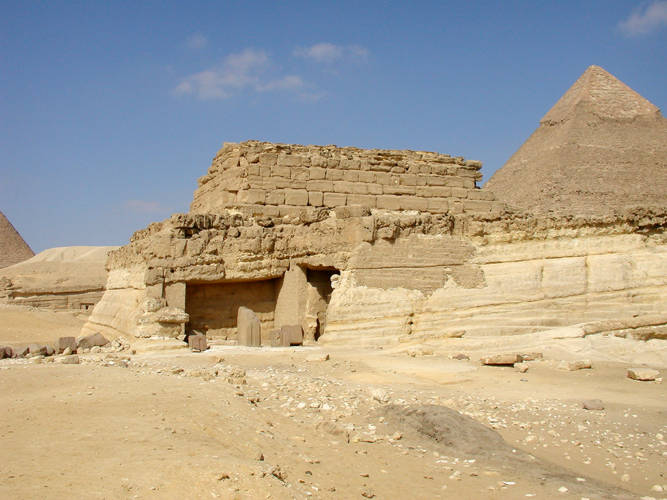
Mặt đông của kim tự tháp

Ngôi mộ của Khentkaus I có 2 tầng, được đẽo gọt từ một khối đá tự nhiên rất lớn theo hình dạng của một mastaba, sau đó được phủ một lớp đá vôi trắng với độ dốc khoảng 74°. Chiều cao đo được của kim tự tháp là 18,5 mét, nhưng ngày nay chỉ còn 17 mét do những hư tổn nặng nề của nó.
Cổng vào kim tự tháp ở góc đông nam, được làm bằng đá granite hồng có khắc tên và danh hiệu của hoàng hậu. Hành lang sau đó dẫn xuống căn phòng ngoài đầu tiên được phủ vôi trắng; những bức phù điêu và văn khắc trên tường đều đã bị hư hỏng. Tại căn phòng phía bắc của phòng ngoài, có 2 cánh cửa giả bằng granite hồng, 1 trong 2 cánh dẫn xuống hầm mộ bên dưới, bao gồm một phòng chôn cất và nhiều phòng phụ. Phòng chôn cất rất rộng và cách bài trí tương tự phòng chôn cất của vua Shepseskaf, nền phòng được lát granite đỏ. Nhiều mảnh vỡ bằng thạch cao của cỗ quan tài phủ kín nền, không có dấu hiệu nào cho thấy hoàng hậu đã được an táng tại đây. Chỉ có một hiện vật duy nhất được phát hiện, là một kỷ vật nhỏ hình bọ hung bằng đá vôi màu nâu, được cho là thuộc Vương triều thứ 12 dựa vào họa tiết của nó. Có lẽ ngôi mộ này sau đó được dùng để cải táng một người khác.
Có một hố chôn thuyền nằm phía tây nam kim tự tháp, dài khoảng 30,25 mét và sâu 4,25 mét. Mũi và đuôi thuyền được nâng lên cao và có mái.